# قريضة عنبرية

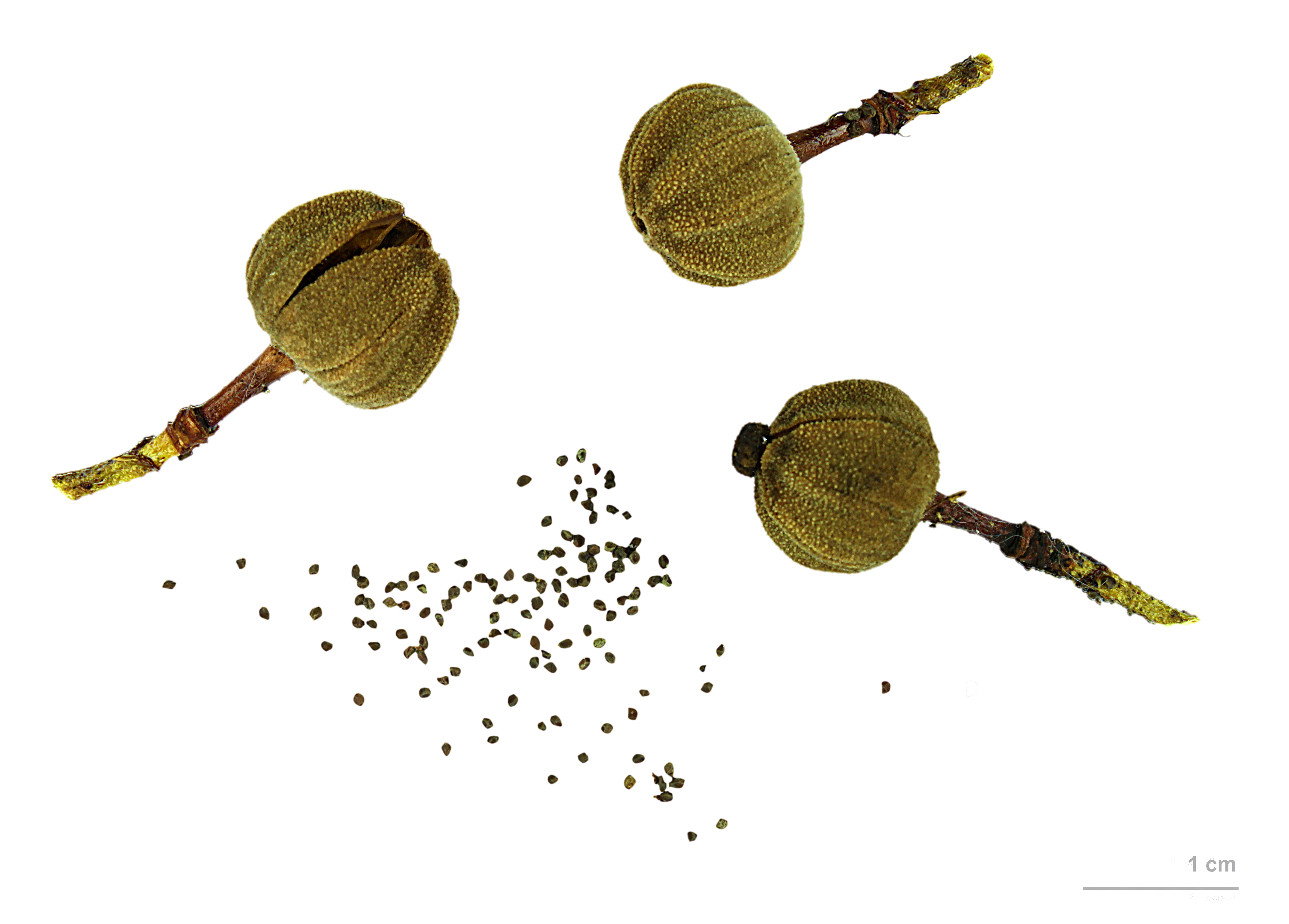
Cistus ladanifer

القريضة العنبرية أو القريضة اللاذَنية نوع نباتي يتبع جنس القريضة من الفصيلة القريضية (باللاتينية: Cistaceae).

## الموئل والانتشار
موطن هذا النبات المناطق المتوسطية في المغرب العربي وإسبانيا والبرتغال.
يقال أنه على حرارة 32 درجة ينفجر ويحترق، وباحتراقه يقتل كل الحشرات والكائنات المحيطة به، ثم يقوم من تحت الرماد مرة أخرى ويسيطر على المنطقة.[بحاجة لمصدر]